# The Cosmic Man
The Cosmic Man est un film de science-fiction américain réalisé en 1959 par Herbert S. Greene.

## Synopsis
Après avoir été suivi à 180 000 km/h à l'intérieur de l'atmosphère terrestre par les radars, un objet sphérique blanc se fixe dans le désert californien où il lévite à quelques mètres du sol. Les militaires, estimant qu'il s'agit d'une menace potentielle, vont chercher à le neutraliser alors que le Dr Sorenson va tenter d'entrer en contact avec lui.

## Fiche technique
- Titre : The Cosmic Man
- Réalisateur : Herbert S. Greene
- Scénario : Arthur C. Pierce
- Musique : Paul Sawtell,  Bert Shefter
- Photographie : John F. Warren
- Date de sortie :
  - États-Unis : 17 février 1959
- Durée : 72 minutes
- Genre : science-fiction

## Distribution
- John Carradine : l'homme cosmique
- Bruce Bennett : Dr. Karl Sorenson
- Angela Greene : Kathy Grant
- Paul Langton : Col. Matthews
- Scotty Morrow : Ken Grant
- Lyn Osborn : Sergent Gray
- Walter Maslow : Dr. Richie
- Herbert Lytton : Gen. Knowland
- Ken Clayton : sergent chef
- Alan Wells : Sergent
- Harry Fleer : Bill, le garde forestier
- John Erman : opérateur radar
- Dwight Brooks : Major
- Hal Torey : Dr. Steinholtz

## Autour du film
Le film comporte une énormité scientifique : il est expliqué un moment que la vitesse de la lumière est de 300 000 mètres par seconde alors qu'en réalité elle est de 300 000 kilomètres par seconde.